# Patricio Navia
Patricio Daniel Navia Lucero (Lima, 19 de mayo de 1970) es un politólogo, columnista y sociólogo chileno (nacido en Perú de padres chilenos). Actualmente es profesor titular de ciencia política en la Universidad Diego Portales y profesor titular de estudios liberales en la Universidad de Nueva York.

## Biografía
Nació de un matrimonio compuesto por Bernardo Navia Olmedo, pastor de la Iglesia Adventista del Séptimo Día, y Marta Lucero Bustos. Es el tercero de cuatro hermanos. Sus estudios básicos los realizó en el Colegio Adventista de Punta Arenas, en el Colegio Adventista de Los Ángeles (Biobío), en el Colegio Adventista de Temuco y en el Colegio Adventista de Concepción. Los secundarios los cursó en el Colegio Adventista de Temuco, en el Colegio Adventista de Concepción y en Willowbrook High School en Illinois, Estados Unidos.
Estudió en la Universidad de Illinois, en Chicago, donde obtuvo un B.A. en Ciencias Políticas y Sociología en 1992. Dos años después obtuvo un Master of Arts en Ciencias Políticas por la Universidad de Chicago. En mayo de 2003 obtuvo un PhD en la Universidad de Nueva York. Desde septiembre de 20024 ha sido profesor en Universidad de Nueva York.
Está casado con Macarena Donoso Rojas y tienen un hijo nacido en 2016.
En la campaña presidencial de 2009-2010, Navia reveló por quién votaría tanto en primera como en segunda vuelta, algo poco frecuente entre los columnistas políticos chilenos en la época, pero que pasó casi desapercibido por su poco impacto en la academia y los medios. Para la primera vuelta de la elección, efectuada el 13 de diciembre de 2009, dio su apoyo al candidato Marco Enríquez-Ominami, con quien escribió El Díscolo, un libro basado en conversaciones con él. Sin embargo, Enríquez-Ominami llegó en tercer lugar con el 20% de los votos, pasando el candidato de la Coalición por el Cambio, Sebastián Piñera, y el abanderado de la Concertación y exmandatario, Eduardo Frei, a la segunda vuelta. El 5 de enero de 2010, el diario El Mercurio publicó que Navia había comprometido la noche previa, vía correo electrónico, su respaldo a Piñera, lo que el columnista confirmó al día siguiente en La Tercera.
Actualmente es profesor titular de Estudios Liberales y profesor adjunto del Centro de Estudios Latinoamericanos de la Universidad de Nueva York y profesor titular de ciencia política en la Facultad de Ciencias Sociales e Historia de la Universidad Diego Portales.

## Producción académica
Ha publicado extensamente sobre elecciones, leyes electorales, partidos políticos, democratización e instituciones políticas en Chile y otros países de América Latina. Sus artículos académicos han aparecido en América Latina Hoy; Bulletin of Latin American Research; Canadian Journal of Latin American and Caribbean Studies; Colombia Internacional; Comparative Political Studies; Commonwealth & Comparative Politics; Contemporary Politics; Cuadernos.Info; Democratization; Estudios Públicos; Frontiers in Political Science; Government and Opposition; Information, Communication and Society; International Area Studies Review; International Journal of Public Opinion Research; Japanese Journal of Political Science; Journal of Democracy; Journal of Elections, Public Opinion and Parties; Journal of Latin American Studies; Journal of Legislative Studies; Journal of Risk and Financial Management; Latin American Politics and Society; Latin American Research Review; Legislative Studies Quarterly; Opinião Pública; Parliamentary Affairs; Perfiles Latinoamericanos; Política. Revista de ciencia política; Política y gobierno; Political Psychology; Political Studies Review; Politics; Politics and Governance; Representation; Research and Politics; Revista de ciencia política; Revista de estudios internacionales; Revista de estudios políticos; Revista española de ciencia política; Revista Latinoamericana de opinión pública; Revista uruguaya de ciencia política; Social Science Computer Review; Studies in Comparative International Development; Technology in Society.

## Participación en medios
Desde septiembre de 1999 hasta abril de 2008 fue columnista de la revista Capital y desde marzo de 2001 es columnista semanal de La Tercera. Desde septiembre de 2004 es columnista ocasional de la revista Qué Pasa (extinta), y desde marzo de 2006 de InfoLatAm. También cuenta con una columna en la revista PODER, desde abril de 2008. En septiembre de 2013 dejó de escribir columnas en La Tercera. A partir de agosto de 2014 escribe para el periódico digital El Líbero.Entre 2010 y 2017 fue columnista de Buenos Aires Herald. También es columnista del Americas Quarterly.
Ha participado en los siguientes programas de televisión: Weekends with Connie and Maury de la MSNBC, en CNN en Español, Desde Wall Street (CNN), Medianoche de TVN, Última Mirada de Chilevisión, El Termómetro de Chilevisión, Telenoche de Canal 13, en el programa sobre las elecciones municipales de 2004 y en el de la elección presidencial de 2005 en TVN, y Tolerancia Cero de Chilevisión en 2007.

## Obras
- Navia, Patricio; Engel, Eduardo, Que gane "el más mejor". Mérito y competencia en el Chile de hoy, ISBN 956-8410-08-2, págs. 464
- Las grandes alamedas: El Chile post Pinochet. Santiago: La Tercera-Mondadori, 2004.[3] [10 semanas en superventas de no ficción en Chile]
- Procesos urbanos y las ciudades latinoamericanas en el nuevo [des]orden mundial (editado junto a Marc Zimmerman). Editorial Siglo XXI De México Editores, 2003, 448 págs, ISBN 968-23-2453-X
- Voices from the Silence: Guatemalan Literature of Resistance (Editado por Marc Zimmerman y Raúl Rojas con la colaboración de Patricio Navia), Columbus: Ohio University Press, 1998 [Publicado por primera vez como: Guatemala: Voces Desde el Silencio, Guatemala: O. de León Palacios, 1992].
- El Gobierno De Ricardo Lagos La Nueva Vía Chilena Al Socialismo, por Funk, Robert L. (Editor); Navia, Patricio; Fuentes Saavedra, Claudio, Editorial Universidad Diego Portales, 168 págs, ISBN 956-7397-90-2.
- Navia, Patricio (2009). El Díscolo, conversaciones con Marco Enríquez-Ominami. Debate. pp. 231. ISBN 9568410287. ISBN 9789568410285.
- Morales, Mauricio y Patricio Navia (editores). El sismo electoral de 2009. Santiago: Ediciones Universidad Diego Portales.ISBN: 978-956-314-109-2
- Díaz, Francisco Javier; Joignant, Alfredo; Navia, Patricio. Diccionario de la política chilena. Santiago: Editorial Sudamericana, 2011. ISBN-10. 9562623734
- Morales, Mauricio; Navia, Patricio. Democracia Municipal en Chile (1990-2012). Santiago: Ediciones Universidad Diego Portales. 2012. ISBN: 978-956-314-182-5
- Joignant, Alfredo; Navia, Patricio (editores). Ecos Mundiales del golpe de estado. Escritos sobre el 11 de septiembre de 1973. Santiago: Ediciones Universidad Diego Portales, 2013.978-956-314-244-0
- Arriagada, Arturo; Navia, Patricio (editores). Intermedios. Medios de comunicación y democracia en Chile. Santiago: Ediciones Universidad Diego Portales, 2013.978-956-314-249-5
- Morales, Mauricio; Navia, Patricio; Garrido, Carolina (editores). El tsunami electoral de 2013 en Chile. Santiago: RIL editores, 2017. ISBN: 978-956-01-0406-9
- Navia, Patricio (editor). El arcoiris del rechazo. Santiago: Ediciones El Líbero, 2020.